# علم فانواتو
علم فانواتو تبني في 13 فبراير عام 1980 بعد استقلال البلاد على يد حزب فانوا-أكو، حيث ألوان العلم مأخوذة من ألوان الحزب (الأسود، الأصفر، الأحمر والأخضر) واختير تصميم العلم عن طريق مسابقة شعبية.
- الأخضر يمثل ثروة الأرض وخصوبتها
- الأحمر يمثل دماء المحاربين والخنزير البري
- الأسود يمثل شعب ني-فانواتو الميلانيزي
- الأصفر أو الذهبي أضيف للإظهار الأسود ويمثل النور الصادر من الإنجيل والذي يخترق قلوب الشعب الفانواتي (90% من سكان الجزيرة مسيحيون)